# Dąbrowa Widawska (gromada)
Dąbrowa Widawska (do 28 II 1956 Wielka Wieś) – dawna gromada, czyli najmniejsza jednostka podziału terytorialnego Polskiej Rzeczypospolitej Ludowej w latach 1954–1972.
Gromady, z gromadzkimi radami narodowymi (GRN) jako organami władzy najniższego stopnia na wsi, funkcjonowały od reformy reorganizującej administrację wiejską przeprowadzonej jesienią 1954 do momentu ich zniesienia z dniem 1 stycznia 1973, tym samym wypierając organizację gminną w latach 1954–1972.
Gromadę Dąbrowa Widawska siedzibą GRN w Dąbrowie Widawskiej utworzono 29 lutego 1956 w powiecie łaskim w woj. łódzkim w związku z przeniesieniem siedziby gromady Wielka Wieś z Wielkiej Wsi do Dąbrowy Widawskiej i zmianą nazwy jednostki na gromada Dąbrowa Widawska. W 1957 roku (grudzień) gromadzka rada narodowa składała się z 15 członków.
Gromadę zniesiono 1 stycznia 1959, a jej obszar włączono do gromad Brzyków (wieś i parcelację Wielka Wieś, wieś Wielka Wieś B, wieś i kolonię Józiuchna, kolonię Wielka Wieś A i B oraz kolonię Strumiany Nr 1 i 2) i Widawa (wieś Dąbrowa Widawska, kolonię Żabieniec, kolonię Dębina, kolonię Dębina Duża, kolonię Dębina Średnia, kolonię Łazisko, wieś Izydorów i kolonię Witoldów) w tymże powiecie.